# Monument à Jean Bouin
Le Monument à Jean Bouin est une sculpture en bronze réalisée en 1922 par Constant Roux, représentant le coureur de fond Jean Bouin, localisée sur le parvis du stade Vélodrome à Marseille en France.

## Histoire
D'abord érigé dans le parc Borély à Marseille lors de son inauguration en 1922, le monument fut déplacé sur le parvis du stade Vélodrome quand celui-ci fut construit dans les années 1930.
À la fin de 1943, sous le régime de Vichy, cette statue a été envoyée à la fonte, ainsi que plusieurs autres, par les troupes allemandes d'occupation pour la récupération du bronze, métal dont la pénurie se faisait sentir dans leur industrie de guerre. Grâce à l'intervention des sportifs, la statue fut restituée et réérigée, ornée d'un ruban tricolore.
Retirée lors des travaux de rénovation du stade en vue de l'Euro 2016 de football, la statue a été restaurée et a retrouvé sa place en mai 2025 sur le parvis René Dufaure de Montmirail (sportif et fondateur de l'OM), boulevard Michelet.

## La maquette

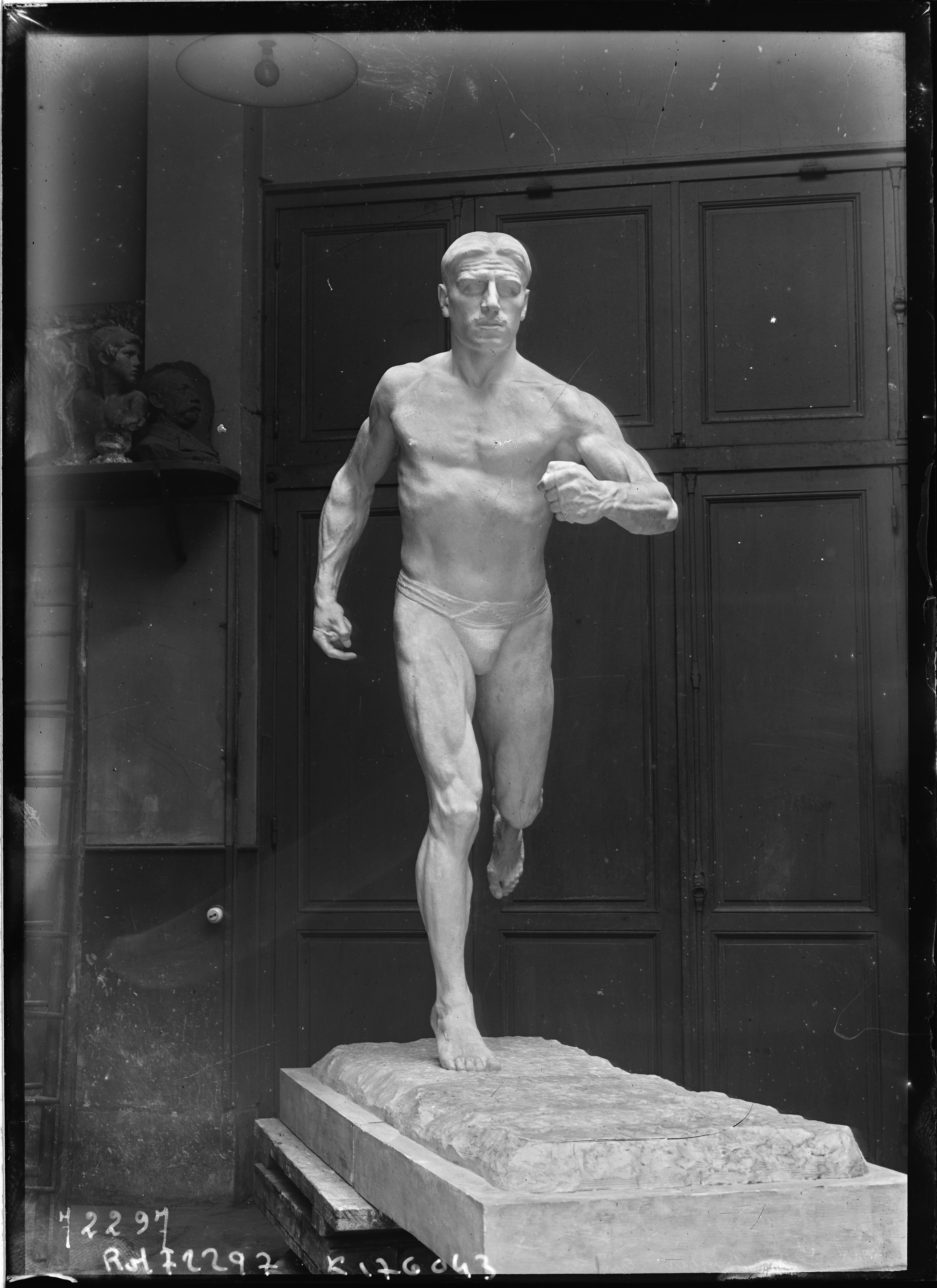
La maquette en plâtre du monument (1922), photographie de l'agence Rol, Paris, Bibliothèque nationale de France.

Constant Roux a réalisé une maquette en plâtre de 1,03 m de haut, d'un poids de 45 kg,.
Le dynamisme de la pose s'inscrit dans la lignée des représentations de coureurs en mouvement, comme celle du groupe Au but ! d'Alfred Boucher, primé au Salon de 1886, ou du groupe La Course (fin XIXe siècle) de Paul Richer conservé au musée de l'Assistance publique - Hôpitaux de Paris.